# Fathi Mabrouk
Fathi Mabrouk (ar. فتحى مبروك; ur. 7 maja 1951) – egipski piłkarz grający na pozycji obrońcy. W swojej karierze grał w reprezentacji Egiptu.

## Kariera klubowa
Całą swoją karierę piłkarską Mabrouk spędził w klubie Al-Ahly Kair. Zadebiutował w nim w 1970 roku i grał w nim do 1981 roku. Wywalczył z nim sześć tytułów mistrza Egiptu w sezonach 1974/1975, 1975/1976, 1976/1977, 1978/1979, 1979/1980 i 1980/1981. Zdobył też dwa Puchary Egiptu w sezonach 1977/1978 i 1980/1981.

## Kariera reprezentacyjna
W 1976 roku Mabrouk został powołany do reprezentacji Egiptu na Puchar Narodów Afryki 1976. Na tym turnieju zagrał jeden mecz, w fazie finałowej z Gwineą (2:4). Z Egiptem zajął w nim 4. miejsce.
W 1980 roku Mabrouka powołano do kadry na Puchar Narodów Afryki 1980. Na tym turnieju rozegrał cztery mecze: grupowe z Wybrzeżem Kości Słoniowej (2:1) i z Tanzanią (2:1), półfinałowy z Algierią (2:2, k. 2:4) oraz o 3. miejsce z Marokiem (0:2). Z Egiptem zajął 4. miejsce w tym turnieju.